# Rabdoide
Los rabdoides son estructuras epidérmicas subcelulares exclusivas de los gusanos de la clase Rhabditophora. Estas inclusiones, con forma de bastón, se producen en el interior de las células epiteliales, donde se almacenan en grupos.
Si los rabdoides son producidos por células glandulares del parénquima, en lugar de epidérmicas, se les denomina rabdites.

## Función
Una vez que se liberan al exterior, tienen la capacidad de producir gran cantidad de una sustancia mucosa. De esta forma se evita la desecación, así como el ataque de ciertos predadores.
Unos cuantos platelmintos poseen verdaderos nematocistos, pero son obtenidos al ingerir cnidarios polipoides, no porque los platelmintos los produzcan, esto quiere decir que los nematocistos en vez de ser digeridos son incorporados en la pared corporal del animal